# Уилсон, Хоуп
Хардинг «Хоуп» Уилсон (англ. Harding «Hop» Wilson, также известный как Poppa Hop; 27 апреля 1921, Грейпленд, Техас, США  — 27 августа 1975, Хьюстон, Техас, США) — американский блюзовый гитарист, вокалист и автор песен. Номинант Blues Music Awards в номинаци «Перевыпущенный альбом» (1989).

## Биография
Уилсон родился в Грейпленде, штат Техас в 1921 году (All Music Guide указывает 1927 год) одним из тринадцати детей Чарли Уотсона и Альмы Бернис Джонсон. В раннем возрасте семья переехала в Крокетт, в том же штате, а когда Хоупу исполнилось 10 лет, семья переехала в Дейтон, пригород Хьюстона. Научился играть на гитаре и губной гармошке в раннем возрасте. Свой прозвище Хоуп он получил ещё в детстве, как производное от harp (рус. губная гармошка, потому что постоянно играл на ней, и произносил как хоуп. В подростковом возрасте приобрёл свою первую лэп-стил-гитару и начала выступать в различных местах близ Крокетта, днём будучи занятым на различных работах. С 1942 года он служил в армии Соединенных Штатов, став рядовым первого класса. После демобилизации в 1946 году Уилсон продолжал днём работать, а вечерами играть в клубах. О периоде с 1946 по середину 1950-х мало что известно в биографии музыканта, единственная достоверная вещь — его запись 1949 года на сингле Лайтнина Хопкинса
Начал карьеру, выступая с барабанщиком Айвори Ли Семиеном и басистом «Айс Уотером» Джонсом в середине 1950-х годов и в течение следующих нескольких лет они работали в клубах в Восточном Техасе и Луизиане. В 1957 году они записались для Goldband Records в Лейк-Чарльзе, штат Луизиана. На тот момент его описывали как человека, «впитавшего не только чёрный техасский блюз, исполняемый и исполняемый такими музыкантами, как Блайнд Лемон Джефферсон, но и сильно усиленные, часто сильно искажённые, звуки стальной гитары белых вестерн-свинговых групп региона». В 1960 году Уилсон подписал контракт с Ivory Records в Хьюстоне и записал несколько синглов в 1960 и 1961 годах, и на этом его карьера в звукозаписи завершилась. Кроме того, он отказывался гастролировать и выступал только на местном уровне вплоть до своей смерти в Хьюстоне в 1975 году.
Хоуп Уилсон играл на восьмиструнной лэп-стил-гитаре, держа её на коленях и помог популяризировать инструмент по всему Югу в 1940-х и 1950-х годах. 
Он оказал влияние на многих музыкантов, включая Рона Вуда из The Rolling Stones, который сказал в 1994 году: «Есть еще один гитарист по имени Хоп Уилсон. Под его влиянием я написал, например, «Black Limousine», и использую подобные приёмы игры». Питер Грин , основатель Fleetwood Mac, в интервью 2007 года, в котором он рассказывал о своих любимых блюзовых исполнителях, заявил: «Есть еще Хоп Уилсон, слайд-гитарист из Хьюстона, который использовал двухгрифовую лэп-стил-гитару. Он записал пару синглов, назвав себя Pap Hop, и написал песню «Black Cat Bone». Мне нравится его альбом Texas Steel Guitar Flash». Песня Уилсона «My Woman Has A Black Cat Bone», ставшая стандартом, была записана Альбертом Коллинзом, Джонни Коуплендом и Робертом Креем под названием «Black Cat Bone» на их совместном альбоме Showdown! 1985 года , выпущенном лейблом Alligator Records. В их записи есть устное вступление, в котором Коупленд и Коллинз обсуждают Уилсона.
Хоп Уилсон 12 августа 1975 года был доставлен в больницу  Хьюстоне в спутанном сознании, с диагностированным повреждением мозга ввиду инсульта и умер 27 августа 1975 года из-за остановки дыхания, был похоронен кладбище Маунт-Зайон в Грейпленде.
«Его уникальный слайдовый стиль оказал значительное влияние на множество гитаристов, включая LC „Good Rockin“ Робинсона, Сонни Роудса, Джимми Вона и Джонни Винтера».
Питер Гуральник написал: «С его глубоким задумчивым голосом, потрясающей игрой на гитаре и подавляющей силой его блюза он является певцом, который заслуживает гораздо более широкого признания».
«Если вы хотите настоящего блюза… никто не играет с настоящей силой, как Poppa Hop. Кто еще может заставить отчаяние звучать как грустный самолет на взлете?».

## Дискография
- Blues With Friends At Goldband (Goldband Records LP: 1981)
- Steel Guitar Flash! (Ace Records LP: 1988; Ace CD: 1994)